# آب‌باریک علیا (الیگودرز)
آب‌باریک علیا، روستایی از توابع بخش مرکزی شهرستان الیگودرز در استان لرستان ایران است.

## جمعیت
این روستا در دهستان بربرود شرقی قرار دارد و براساس سرشماری مرکز آمار ایران در سال ۱۳۸۵، جمعیت آن ۳۲۰ نفر (۵۷خانوار) بوده‌است.